# Малагрида, Лоренцо
Лоренцо Малагрида (итал. Lorenzo Malagrida; родился 24 октября 2003 года, Пьетра-Лигуре, Италия) — итальянский футболист, полузащитник клуба «Сампдория», выступающий на правах аренды за «Римини».

## Карьера
Лоренцо Малагрида — воспитанник футбольных клубов «Вадо» и «Сампдория». За последних он дебютировал в кубке Италии против футбольных клуба «Фиорентина». В чемпионате дебютировал в 20-м туре в матче против «Аталанты», выйдя на замену.

## Личная жизнь
Малагрида — племянник бывшего игрока сборной Италии и «Интернационале» Антонио Маниконе.